# Erigeron wilkenii
Erigeron wilkenii là một loài thực vật có hoa trong họ Cúc. Loài này được O'Kane mô tả khoa học đầu tiên năm 1990.